# 로스앤젤레스 볼러스
로스앤젤레스 볼러스(Los Angeles Ballers)는 미국 캘리포니아주 로스앤젤레스를 연고지로 하는 JBA  소속 농구 팀이다.